# Maňdžušrí
Maňdžušrí (skt; česky bódhisattva moudrosti na lvu) je v buddhismu jméno bódhisattvy moudrosti. Po Avalókitéšvarovi je jedním z nejpopulárnějších bódhisattvů. Maňdžušrí se objevuje v mnoha mahájánových sútrách, zvláště pak v pradžňápáramitové literatuře.

## Ikonografie
Maňdžušrí bývá zpravidla zobrazován s plamenným mečem v pravé ruce a pradžňápáramitásútrou, kterou podpírá pomocí lotosového květu, v ruce levé. Meč symbolizuje „protnutí“ nevědomosti. Zřídka je meč doplněn lukem a šípy. Sútra představuje moudrost a dosažení probuzení. Poměrně často je zobrazován spolu se Samantabhadrou a Šákjamunim, někdy se Maňdžušrí zobrazuje v zuřivé podobě s býčí hlavou.

## Tibetský buddhismus

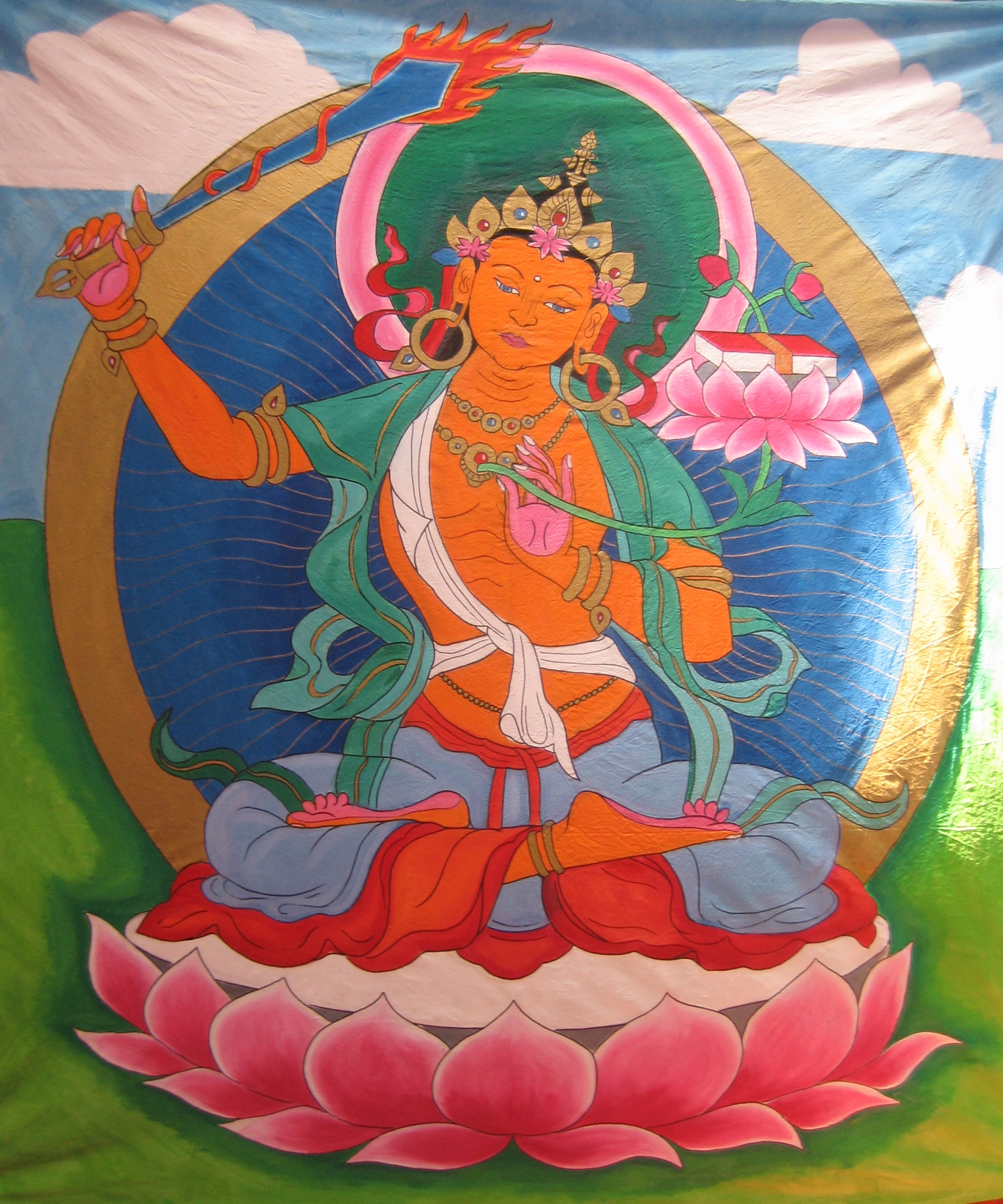
Thangka s bódhisattvou Maňdžušrím

V tibetském buddhismu je Maňdžušrí nazýván Maňdžughóša („Ten s libým hlasem“). Výjimečně bývají učenci jako např. Congkhapa považováni za vtělení Maňdžušrího. V tibetském buddhismu se často zobrazuje s Avalókitéšvarou a Vadžrapánim.

## Nepálskámytologie

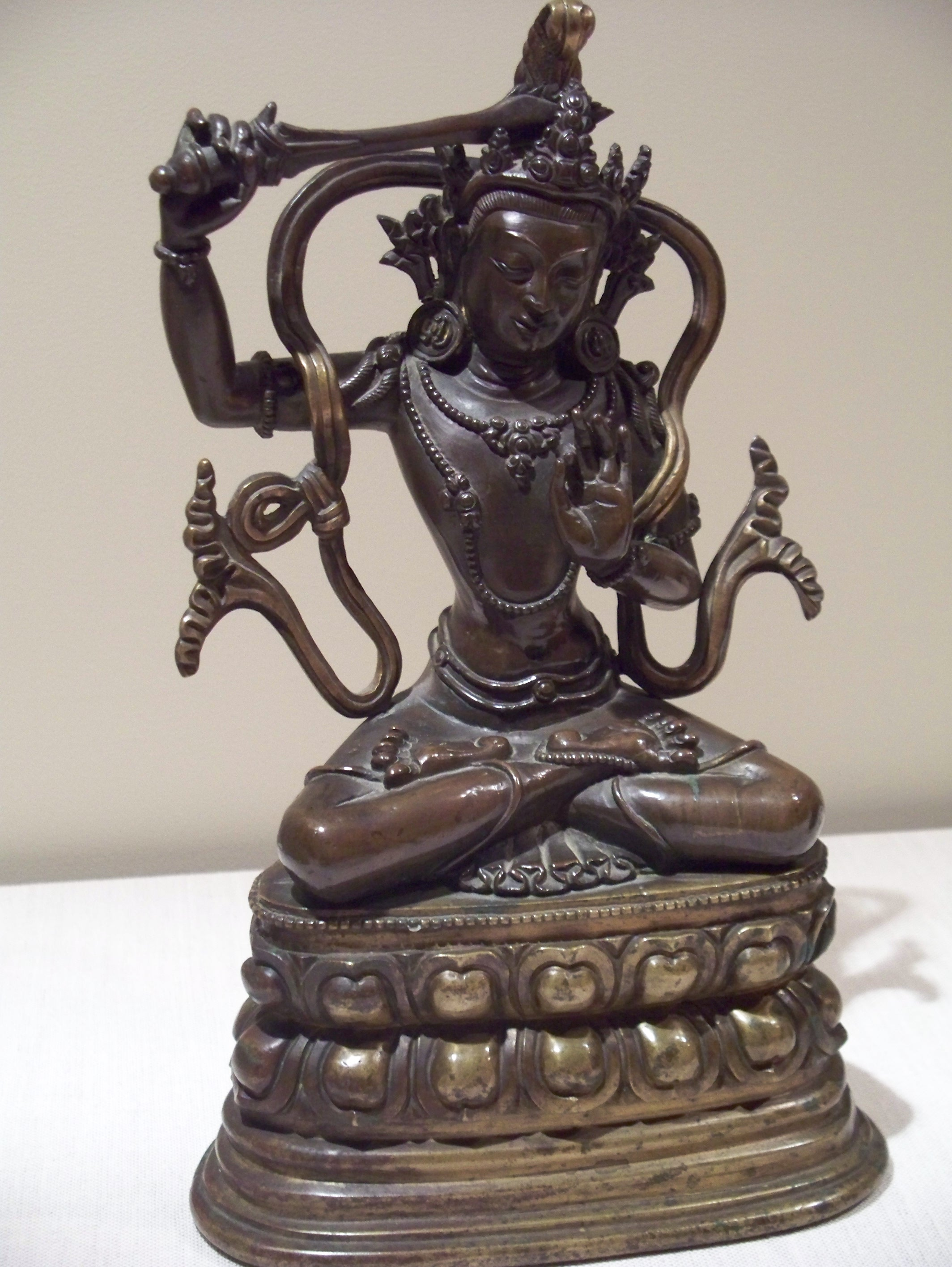
Nepálská soška Maňdžušrího

Podle jedné z purán bylo kdysi Údolí Káthmándú jezerem. Maňdžušrí spatřil uprostřed jezera lotosové květy a rozsekl roklinu a způsobil, že jezero začalo odtékat. Zanedlouho se stalo údolí obyvatelným a tam, kde po odplavení vody zůstaly lotosy, vyrostla nejstarší nepálská stúpa Swayambhunath.